# قلعه ماتسوکورا
قلعه ماتسوکورا (به ژاپنی: 松倉城 Matsukura-jō) یک قلعه ژاپنی در دوره موروماچی بود که در اوئوزو، تویاما در استان تویاما در ناحیه هوکوریکو قرار داشت. 